# Renault 19
Renault 19 — це автомобілі С-класу, що вироблялися компанією Renault з 1988 по 1997 роки. Всього виготовлено близько 5,9 млн. автомобілів.

## Історія

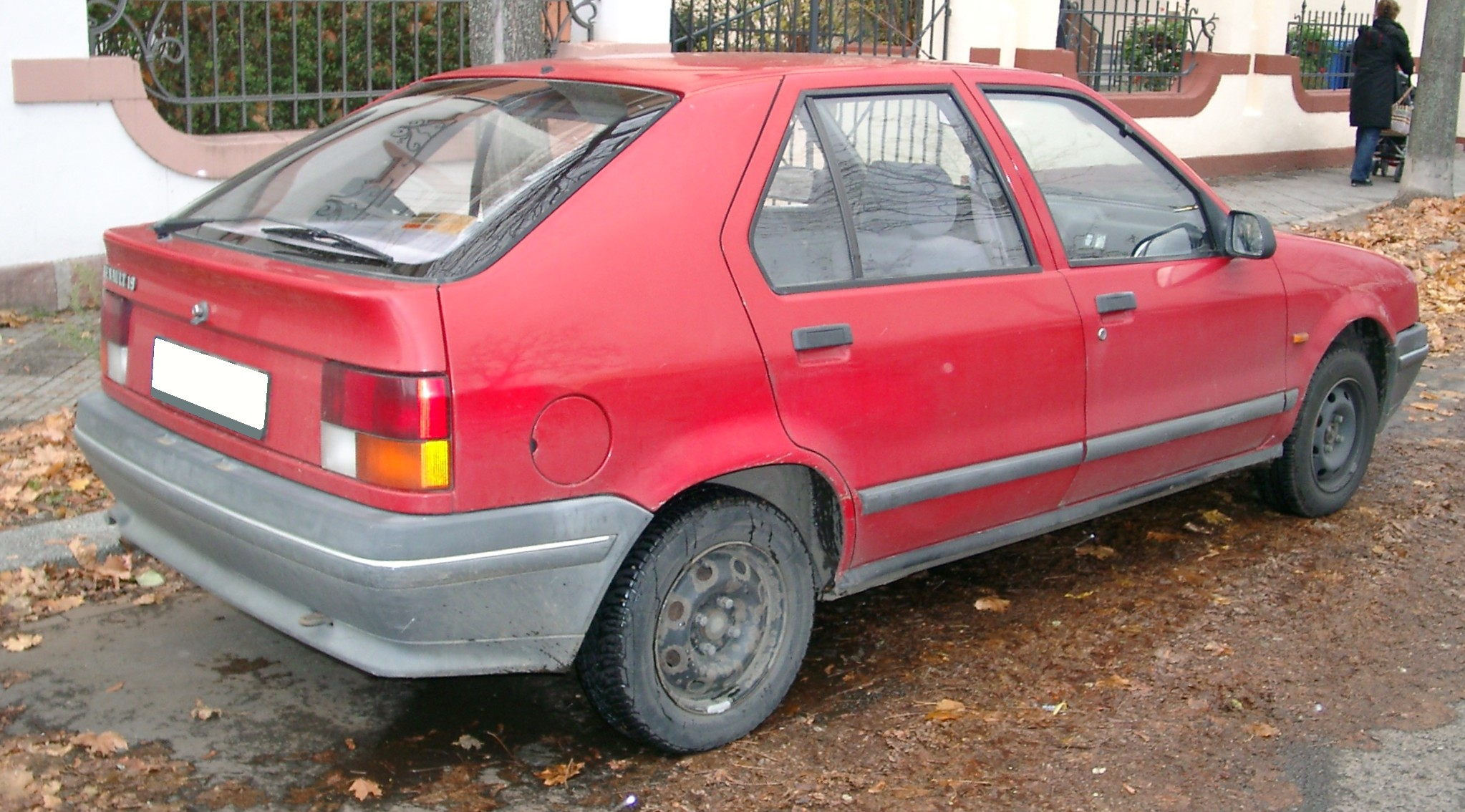
Renault 19 (1988-1992)

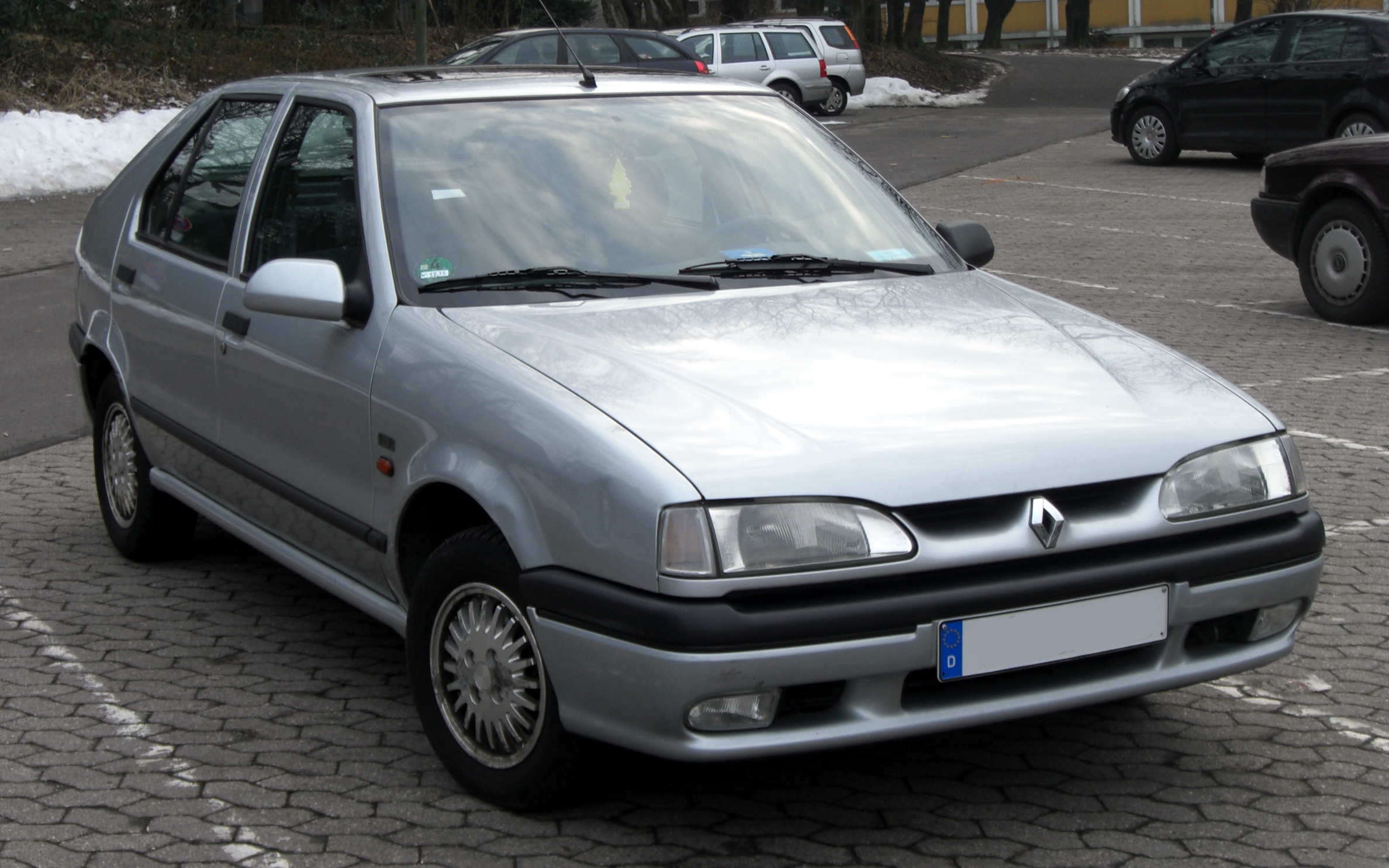
Renault 19 (1992-1997)

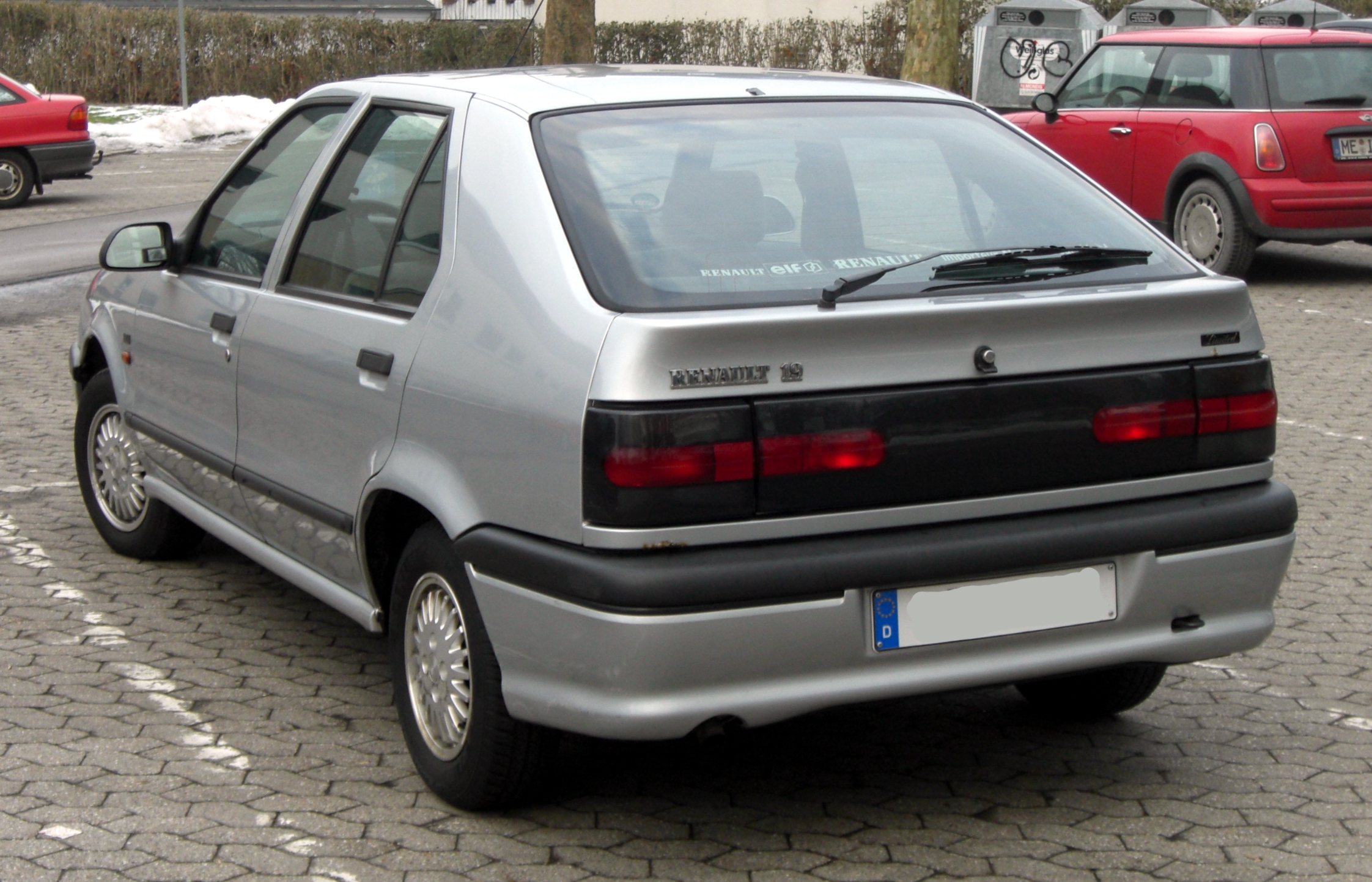
Renault 19 (1992-1997)

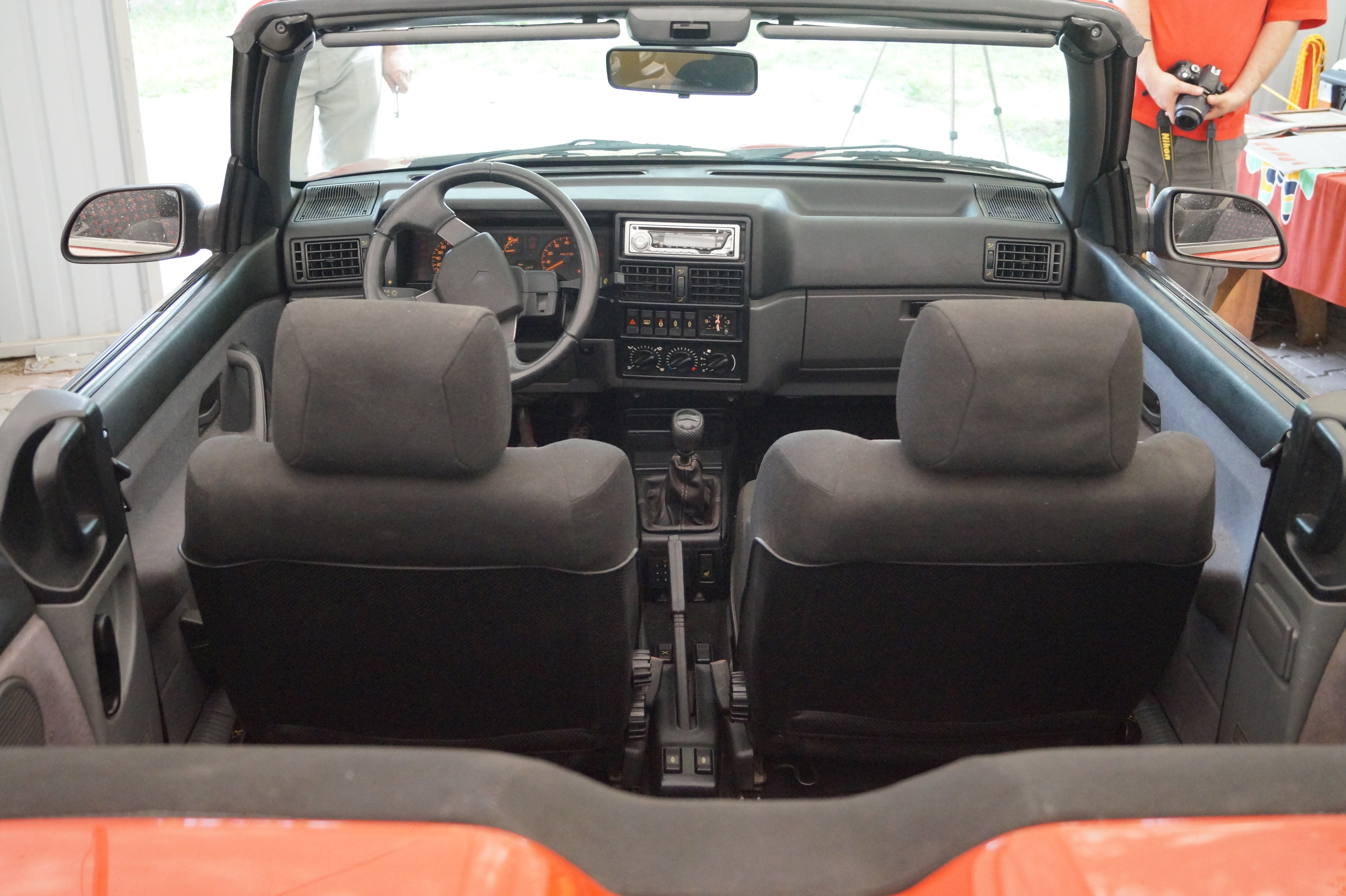
Салон Renault 19 Cabrio

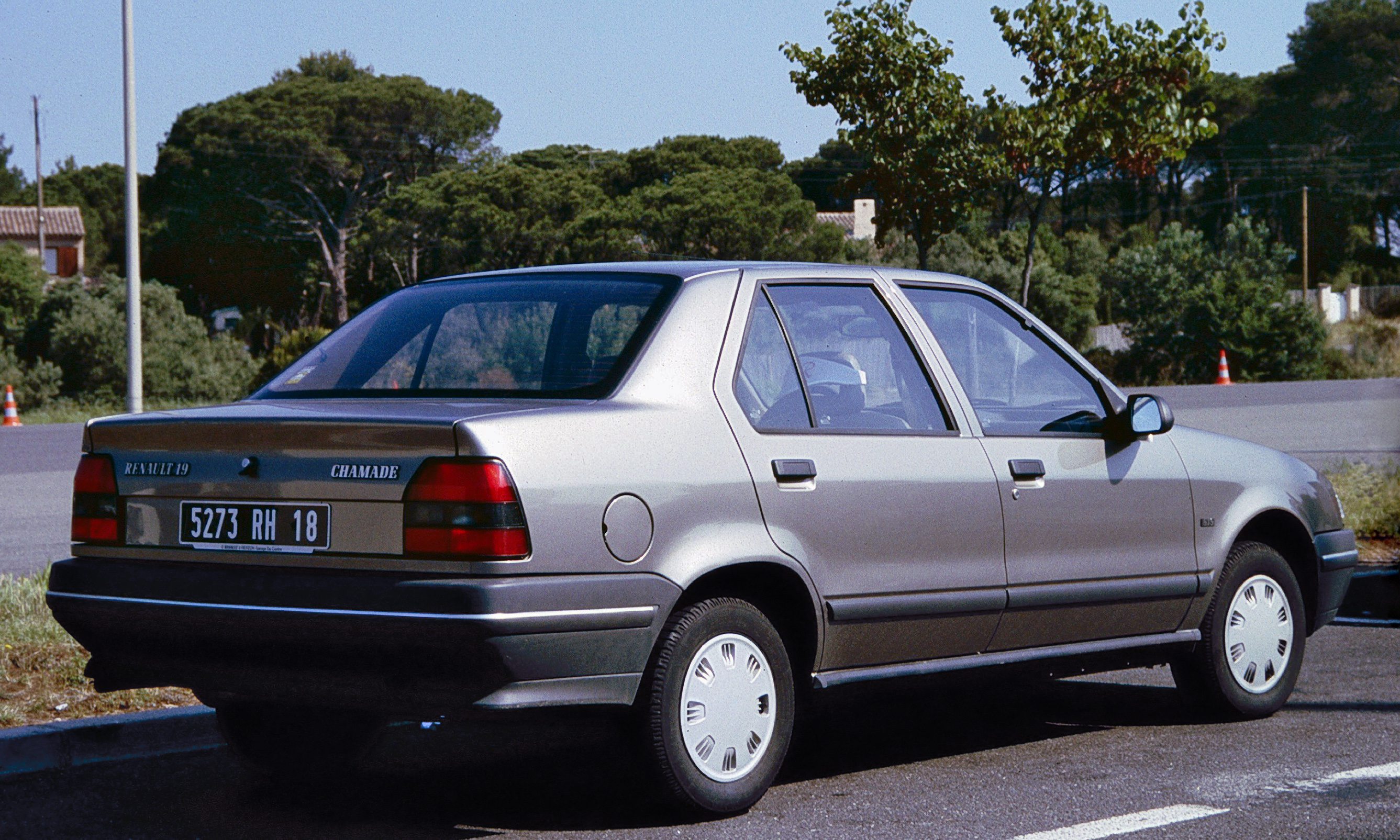
Renault 19 Chamade

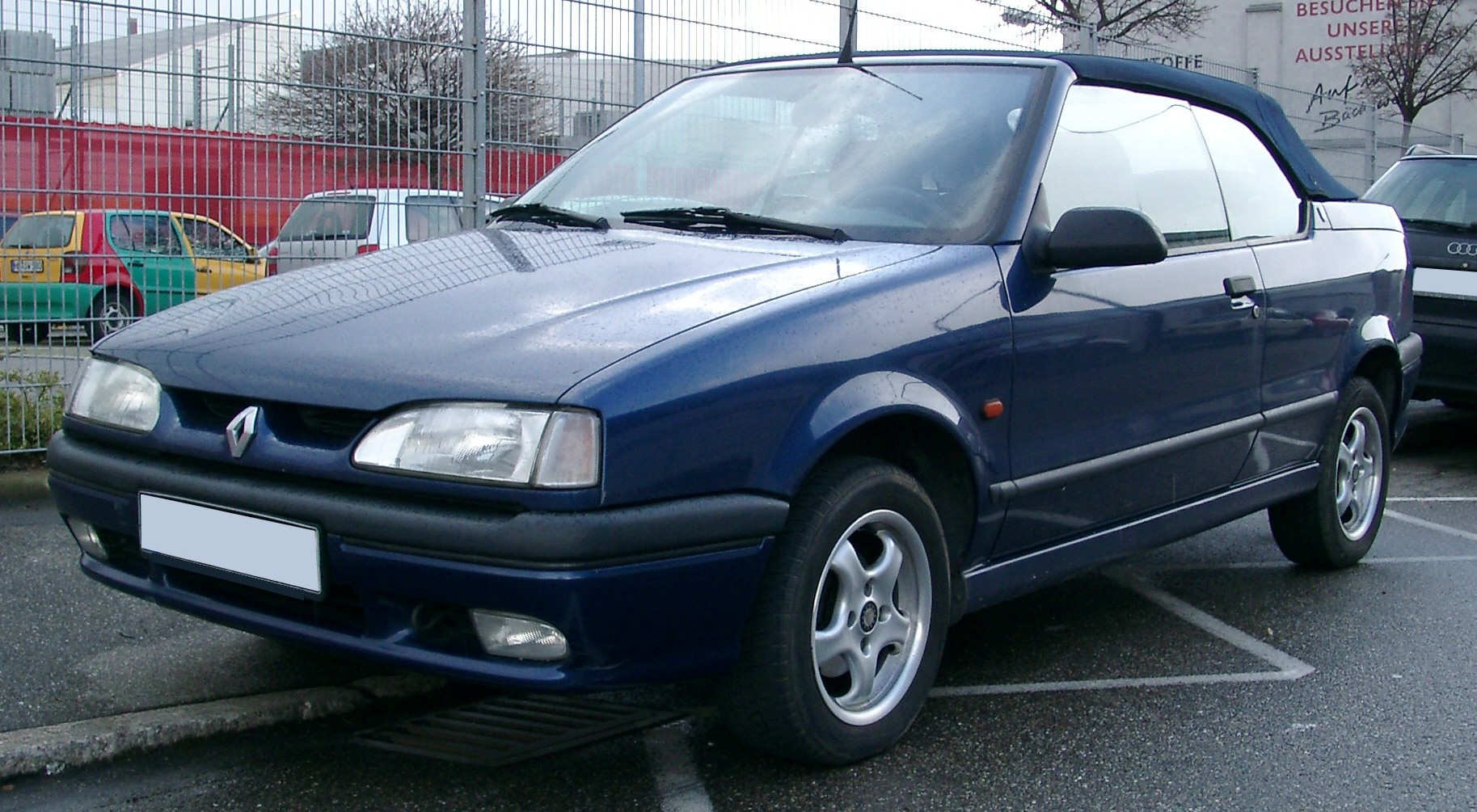
Renault 19 Cabrio

Модель Renault 19 з'явилися на європейському ринку в жовтні 1988 року (1989 модельний рік). Ця модель змінила стрімко застаріваюче сімейство Renault 9/11.
Renault 19 випускався в чотирьох версіях: 3-х і 5-дверні хетчбеки, 4-дверний седан і кабріолет (відкриту версію робили на фірмі Karmann в Німеччині). На автомобіль встановлюють вісім бензинових і дизельних моторів, а загальне число модифікацій Renault 19 перевалило за сотню.
Бензинові двигуни 1,4 л (66/68 к.с.), 1,4 л (80 к.с.), 1,7 л (75/76 к.с.), 1,7 л (92/90/95 к.с.), 1,8 л (140/132 к.с.), дизель 1,9 л (65 к.с.).
1990 рік - дебют версії Chamade з кузовом 5-дверний седан. З осені того ж року встановлюється нова 4-ступінчаста КПП, бензиновий двигун 1,8 л 16V (140/137 к.с.).
У 1991 році випускається обмежена партія модифікації "Olympique 92" кількістю 500 штук.
У 1992 році 19-та піддалася рестайлингу (іншу пластику знайшли передок і задня частина машини, оновився салон), з'явився турбодизельний двигун 1,9 л (90 к.с.).
Автомобіль виявився досить популярним не тільки у Франції, але і в інших країнах Європи: у найкращі роки дві третини машин від загального обсягу виробництва йшло на експорт. Навіть на насиченому ринку Німеччини Renault 19 не виявився чужаком: в 1989 році німці присвоїли "дев'ятнадцятому" звання "Найпродаваніший імпортний автомобіль", яке трималося за ним кілька років поспіль. За межами Європи Renault 19 теж був на хорошому рахунку. Збірку машини організували в Аргентині, Венесуелі, Таїланді, Марокко і на Тайвані. Загальне число випущених з 1988 року машин давно перевалило за 3-мільйонну відмітку.
Однак найбільшим заводом Renault поза Європою стало підприємство Oyak-Renault Otomobil Faorikalan AS в Туреччині. У 1995 році, коли у Франції на зміну "дев'ятнадцятому" прийшла модель Mégane, виробництво Renault 19 (седани і 5-дверні хетчбеки) перенесли до Туреччини. У французів турецьке підприємство на хорошому рахунку. Недарма було вирішено організувати складання універсалів Renault Mégane (це остання шоста, модифікація в сімействі Mégane) саме в Туреччині.
Місця виробництва: Дієр (Франція); Мебеж (Бельгія); Сетубал (Португалія); Паленсія (Іспанія).

## Двигуни
- 1.2 L C2G I4
- 1.2 L E7F I4
- 1.4 L C2J I4
- 1.4 L E6J I4
- 1.6 L C2L/C3L
- 1.7 L F2N/F3N I4
- 1.8 L F2P/F3P I4
- 1.8 L F7P DOHC 16-valve I4
- 1.9 L F8Q diesel/TD I4